# Ala (Trento)
Ala és un municipi italià, dins de la província de Trento. A Vall de Ronchi-Reuttal hi habiten membres de la minoria germànica dels cimbris, encara que ja no hi parlen la llengua. L'any 2007 tenia 8.553 habitants. Limita amb els municipis d'Avio, Bosco Chiesanuova (VR), Brentonico, Crespadoro (VI), Erbezzo (VR), Mori, Recoaro Terme (VI), Rovereto, Sant'Anna d'Alfaedo (VR), Selva di Progno (VR) i Vallarsa.

## Administració
| Període | Identitat         | Partit        |
| ------- | ----------------- | ------------- |
| 2004-   | Giuliana Tomasoni | Llista cívica |